# Alegoria do navio
Alegoria do navio, também designado navio do estado, é uma alegoria filosófico-política narrada no Livro VI de A República, de Platão, em que Sócrates se utiliza de um hipotético navio, conduzido por uma tripulação disfuncional, para representar os problemas de governança de um sistema político não baseado no conhecimento. Para Sócrates, o filósofo é o único  conhecedor da verdade e, portanto, é aquele que estaria mais inclinado a governar sabiamente. Ele retrata a pólis grega como multiforme — composta de aristocracia, oligarquia e democracia —, o que exigiria a presença de um filósofo para ordená-la, pois toda forma humana de governo, inicialmente positiva, acaba por cair na corrupção. Ademais, os governos sempre desprezaram os filósofos e sempre fizeram com que o povo ignorante os odiasse e zombasse deles, preferindo a escravidão. Esses princípios são estabelecidos por Sócrates na alegoria do navio, no qual o timoneiro é um velho cego e sábio, e o leme é constantemente disputado entre os homens a bordo que querem conduzir o navio.
Sócrates  responde às objeções de Adimanto ao governo da pólis (isto é, da cidade-estado) pelos filósofos, descrevendo uma situação em que o indivíduo que conduz um navio não tem nenhum conhecimento do ofício. Todos ali comem e bebem até se empanturrarem; regem-se pelo prazer e não pelo saber; consideram inútil o verdadeiro piloto, que julga ser necessário ter em conta as estações, as condições do tempo, o movimento dos astros e assim por diante, para conduzir adequadamente a embarcação (488a-489a).:283 Em um navio como esse, afirma  Sócrates, os filósofos são certamente inúteis, mas não são responsáveis por isso, já que o natural seria os homens que têm necessidade de governo irem em busca de quem tem capacidade para tal (489b-c).:284
A  alegoria do navio ilustra dois tipos possíveis e distintos de governo da pólis, a saber: o governo justo dos filósofos e o governo injusto dos sofistas.  O primeiro seria o da Calípolis, em que o governante é guiado pelo saber, enquanto o segundo estaria voltado ao prazer. 
O uso da  comparação do governo de um estado ao comando de um navio  já estava presente em versos de Arquíloco de Paros, Alceu, Sólon, Ésquilo e Eveno.